# Brusqeulia
Brusqeulia là một chi bướm đêm thuộc phân họ Tortricinae của họ Tortricidae.

## Các loài
- Brusqeulia sebastiani Razowski & Becker, 2000
- Brusqeulia signifera Razowski & Becker, 2000
- Brusqeulia tripuncta Razowski & Becker, 2000